# Avskaffandet av Istanbuls slavmarknad
Avskaffandet av Istanbuls slavmarknad var ett kejserligt firman (dekret) utfärdat av sultan Abd ül-Mecid I av Osmanska riket år 1847. Den utfärdades samma år som Suppression of the slave trade in the Persian Gulf (1847). Reformen resulterade i stängningen av den offentliga slavmarknaden i den osmanska huvudstaden. Den var en av milstolparna i de osmanska reformerna mot slaveri 1830-1889, men den var en rent kosmetisk åtgärd som inte helt utplånade slavmarknaden, endast fick den utom synhåll och räckhåll för västerländsk kritik.

## Historik
Britterna drev länge en utrikespolitisk policy av diplomatiska påtryckningar mot Osmanska riket att motarbeta slaveri och slavhandel. Försäljningen av slavar offentligt i den osmanska huvudstaden väckte indignation hos västerländska besökare och klagomål från ambassadörer och skapade ett dåligt intryck av det Osmanska riket i Europa. 
Reformen ägde rum helt på osmanskt initiativ. 
Dekret gav order om att stänga den offentliga slavmarknaden i Istanbul, Avret Pazari. Slavmarknaden stängde i december 1846, under det finansiella året 1846-1847.
Dekretet ledde dock inte till att slavmarknaden i staden stängde: i fortsättningen såldes slavarna istället inomhus, i slavhandlarnas egna hus.
Slavmarknaden fortsatte formellt illegalt i staden.
En västerländsk besökare noterade 1869 att försäljningen av slavar i staden hade pågått offentligt fram till tjugo år tidigare, men fortsatte ännu på ett mer dolt vis.
Reformen resulterade i själva verket i en försämring av villkoren för slavarna, då marknaden nu flyttade bort från statlig kontroll och övervakning och förvandlades till en statligt tolererad laglös svart marknad.
När slaveriet formellt avskaffades genom 1889 års Kanunname fortsatte tidigare kvinnliga husslavar att arbeta som tjänare. De kunde dock avskedas lättare, vilket skapade en klass av fria tjänsteflickor. Den arbetsförmedling som skapades 1908, Hizmetçi İdaresi, beskrivs dock i praktiken som en slavmarknad.
Reformen innebar konkret att den öppna offentliga slavmarknaden stängdes: slaveriet förbjöds inte, och slavarna såldes i fortsättningen inomhus i slavhandlarnas egna hus istället för i en offentlig marknad, en utveckling som snart följdes i de flesta andra storstäder i Osmanska riket. 